# (34070) 2000 OK57
2000 OK57 (asteroide 34070) é um asteroide da cintura principal. Possui uma excentricidade de 0.15170820 e uma inclinação de 11.17631º.
Este asteroide foi descoberto no dia 29 de julho de 2000 por LONEOS em Anderson Mesa.